# 双色食蜗螺
双色食蜗螺（学名：Gulella bicolor）是一種微型掠食性蜗牛，隸屬於柄眼目、扭蜗牛科下的食蜗螺属，種本名 bicolor 意为“双色的”。同物異名有双色胡氏螺（學名：Huttonella bicolor）、雙色草包蝸牛（學名：Indoennea bicolor，或稱雙色綑蝸牛等。

## 分布
本種为中国特有物种，模式產地位於香港，常見於當地的土壤中。目前分布於日本、整個台灣、東南亞的缅甸、中国大陆的广东、海南、湖南、浙江、广西等地，印度洋的印度、斯里兰卡、马达加斯加、塞舌尔群岛、安汶岛以及其他，但目前已隨其他途徑散佈到世界多個角落，例如：庫克群島、美國及巴西。生活环境为陆地，多栖息于地表潮湿处、潮湿的灌木丛、草丛中、落叶石块下以及多腐殖质的泥土中或土表。

## 形態特徵
本種有一個狹長的殼，長約7.5毫米，宽約2毫米。殼在其生前為橙色，死後變為白色或淺棕色。

## 食性
本種为肉食性蝸牛，會捕食其他蝸牛，如原锥蜗牛（Subulina octona）及其他虹蛹螺科（Pupillidae）物種。

## 延伸閱讀
- Naggs, F. (1989). Gulella bicolor (Hutton) and its implications for the taxonomy of streptaxids.（页面存档备份，存于） Journal of Conchology 33, 165-68.
- Stoliczka, F. (1871). Notes on terrestrial Mollusca from the neighbourhood of Moulmein, with descriptions of new species.Archive.today的存檔，存档日期2013-09-18 J. Asiat. Soc. Beng. 40, 143-77.